# Gibson Moderne
La Moderne es una guitarra eléctrica presentada por Gibson en 1958 en la feria de muestras NAMM. Su cuerpo está hecho de korina. De apariencia alargada en la parte de los graves (similar a la Gibson Flying V) y con una pala hacia afuera en la parte de los agudos (Similar a la Gibson Explorer). Como la Explorer y la Flying V, la Moderne forma parte de la línea modernista desarrollada por Gibson en 1958. Sin embargo, la guitarras Moderne de 1958 están actualmente desaparecidas. Ted McCarty, el diseñador de las guitarras, dice que se fabricaron 4 o 5 prototipos. Se rumorea que si alguno de estos prototipos saliera a la luz podría convertirse en una de las guitarras más caras del mundo.
Gibson reeditó el modelo Moderne en 1982 como "Moderne Heritage". Solo se produjeron 801 guitarras.